# 信州予備学校
信州予備学校（しんしゅうよびがっこう）は、長野県松本市にある大学受験予備校。信学会予備学校の一つ。経営母体は財団法人信学会。同じ信学会グループの学校法人信州学園が経営母体である、長野市の長野予備学校（長ヨビ）、上田市の上田予備学校（上ヨビ）の姉妹校。駿台予備学校と提携しており、テキストや校内テストも駿台と共通のものを利用することが多いが、信学会予備学校が共同で独自のテキストを発行したり、信学会3予備校の校内テストを行っている。

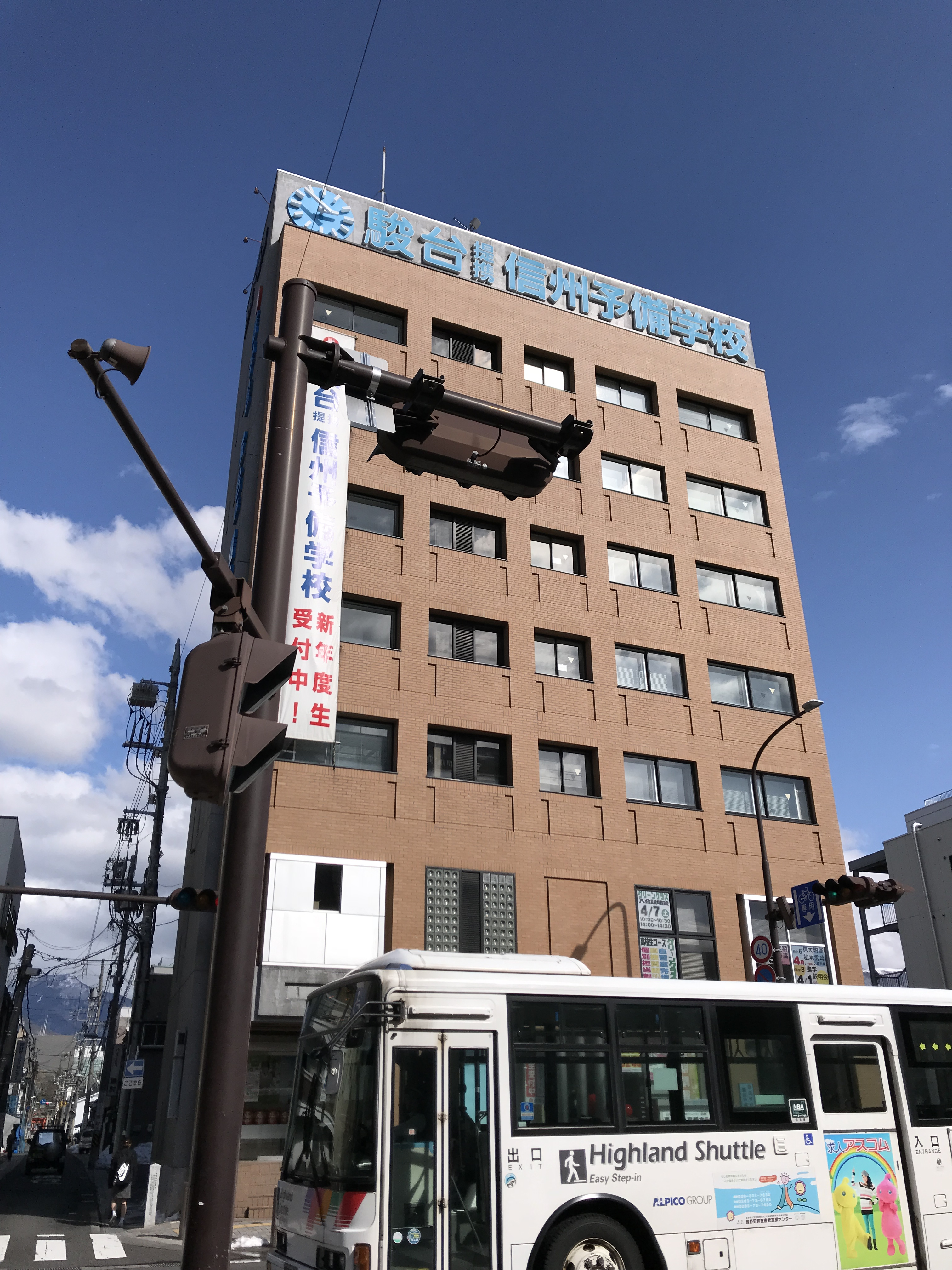
駿台提携信州予備学校

地元では信ヨビという愛称で親しまれている。

## 開講講座

### 大学受験科
- 理系
  - 東大・京大・医進アカデミーコース
  - ハイレベル国公立大理系コース
  - ハイレベル私立大理系コース
  - チャレンジ国公立大理系コース
  - チャレンジ私立大理系コース
  - 医療系短大・専門学校コース

- 文系
  - 東大・京大文系アカデミーコース
  - 早慶上智大文系アカデミーコース
  - ハイレベル国公立大文系コース
  - ハイレベル私大文系コース
  - チャレンジ国公立大文系コース
  - チャレンジ私立大文系コース

理系文系ともに、アカデミーコース、ハイレベルコースへの入学には、診断テストによる選抜、または前年度の模試の結果による選抜による認定、もしくは、学校推薦が必要である。模試選抜に利用する模試結果は、駿台の模試である必要は無く、河合塾の全統模試、代々木ゼミナールの模試、進研模試等でもよい。
理系文系ともに、チャレンジコースおよび医療系短大・専門学校コースは申し込み順での入学となる。
- その他
  - 駿台サテネット21

### 高校生対象講座
- グリーンクラス
  - 本校のほか、信学会茅野駅前校において本校講師の講義を受けることができる（講座は多少異なる）。

### その他
夏期、冬季の講習会を実施している。

### 特色
- 松本市には、河合塾と提携している松本大学予備校が競合しているため、長野、上田の2信学会予備学校に比べて1万円から3万5千円（2006年新年度生）授業料が安い。
  - 松本大学予備校に比べると小規模である。
- 常勤講師が多く、ホームルーム（クラス担任）制度が採られている。
- 授業は一時限50分で、最大8時限。コースによってはこれを二つつなげて100分で一つの授業を行っている場合もある。
- 信州予備学校は寮を持たないため、基本的には自宅から通う生徒で占められている。松本・安曇地域を基盤として、諏訪地域、上伊那地域からも受験生が集まる。
- 数学、国語、英語、理系の化学、物理、生物は、レベル別で、上位クラスでは20名程度での授業が行われる。
- 生徒層は多様で、松本深志、松本県ヶ丘、諏訪清陵等の進学校をはじめとして、松商学園、松本蟻ヶ崎、諏訪二葉等出身の生徒が多い。
- 大晦日・元旦にはセンター試験対策の特別講座「勝利の定跡！年越しライブ」として、二日間の短期集中講座が開講される。